# Зелене (Шосткинський район)
Зеле́не (до 2024 року — Ма́йське) — село в Україні, у Ямпільській селищній громаді Шосткинського району Сумської області. Населення становить 28 осіб. До 2020 орган місцевого самоврядування — Степненська сільська рада.

## Географія
Село Зелене знаходиться на правому березі безіменної річечки, яка через 3,5 км впадає в річку Бичиха, нижче за течією на відстані 1,5 км розташоване село Феофілівка.

## Історія
Село постраждало внаслідок геноциду українського народу, проведеного урядом СССР в 1932—1933 роках.
12 червня 2020 року, відповідно до розпорядження Кабінету Міністрів України № 723-р «Про визначення адміністративних центрів та затвердження територій територіальних громад Сумської області», село увійшло до складу Ямпільської селищної громади.
19 липня 2020 року, в результаті адміністративно-територіальної реформи та ліквідації Ямпільського району, село увійшло до складу новоутвореного Шосткинського району.
19 вересня 2024 року Верховна Рада підтримала перейменування села Майське на Зелене. 26 вересня 2024 року перейменування набуло чинності.